# Jeroen Nikkel
Jeroen Nikkel (Maarssen, 24 december 1980) is een voormalig Nederlands schansspringer. Nikkel maakte zijn internationale debuut in het seizoen 1998/99 in het Continental Cup schansspringen. In het seizoen 2000/01 nam Nikkel als eerste Nederlander ooit deel aan het Vierschansentoernooi, waar hij als 65e eindigde. Met zijn deelname aan het Vierschansentoernooi maakte hij ook zijn debuut in het wereldbekercircuit. Nikkel eindigde zijn carrière na het seizoen 2002/03.  

## Resultaten

### Continental Cup

#### Eindklasseringen
| Seizoen   | Algm |
| --------- | ---- |
| 1998/1999 | 127e |
| 2000/2001 | 127e |
| 2001/2002 | 224e |